# Maria Nowakowska
Maria Nowakowska (Legnica, 14 marzo 1987) è una modella polacca, incoronata Miss Polonia 2009 il 24 ottobre 2009 presso il Biala Fabryka Ludwika Geyera.
In qualità di rappresentante ufficiale della Polonia, la Nowakowska ha partecipato a Miss Universo 2010, che si è tenuto a Las Vegas negli Stati Uniti il 23 agosto 2010.
Al momento dell'incoronazione, Maria Nowakowska stava lavorando come rappresentante medico in una compagnia farmaceutica, iscritta contemporaneamente al terzo anno della facoltà di business management student presso la Panstwowa Wyzsza Szkola Zawodowa di Legnica.